# Bolen
Bolen (znanstveno ime Aspius aspius) je sladkovodna riba iz družine krapovcev.

## Opis
Bolen je riba s podolgovatim, bočno rahlo stisnjenim telesom, pokritim z velikimi, mehkimi luskami. Ima izrazito velika nadstojna usta, katerih ustnice so tanke in segajo skoraj do oči, v njih pa so dvoredni zobje, kar izkazuje roparsko ribo. Hrbet je črne barve s kovinsko modrim odsevom, boki so srebrni do modro beli, trebuh pa bel. Hrbtna in repna plavut sta modrikastih odtenkov, ostale plavuti pa so rdečkaste barve. Bolen doseže dolžino do 120 cm, povprečna velikost v Sloveniji pa je med 50 in 75 cm. V izjemnih pogojih živijo do 15, v povprečju pa le okoli 12 let. Spolno dozorijo v tretjem ali četrtem, včasih celo šele v petem letu starosti, drstijo pa se od aprila do junija na plitvih prodiščih hitrega toka rek. Samice odložijo med 80.000 in 100.000 iker, ribji zarod pa se zadržuje v mirnih delih vodotokov v velikih jatah. Odrasle ribe so samotarske in so plenilci, ki se hranijo pretežno z zelenikami, pa tudi z drugimi manjšimi ribami. Do velikosti 30 cm, kar je po navadi v drugem letu starosti, se boleni hranijo tudi z manjšimi vodnimi nevretenčarji in rastlinjem.

## Razširjenost
Bolen je razširjen po srednji in vzhodni Evropi, njegov življenjski prostor pa sega od reke Elbe na zahodu do Urala na vzhodu. Na severu ga najdemo le v južnih predelih Švedske in Finske. Na jugu je prisoten do reke Marice.Običajno živi v čistih, hitro tekočih vodah v mrenskem pasu, pa tudi v večjih, čistejših jezerih. V Sloveniji poseljuje reke Savo, Dravo, Muro, Kolpo in Krko.

## Ogroženost
Bolen je izjemno ogrožena riba, predvsem na Švedskem in Finskem, glavni vzrok za to pa je gradnja objektov na rekah, kar se najbolj pozna v porečju Donave. Zaradi izjemne priljubljenosti v športnem ribolovu je povsod po Evropi zaščiten z najmanjšo lovno mero, ki v Sloveniji znaša 40 cm ter z lovopustom, ki v Sloveniji traja maja in junija.